# Навіки твій
Навіки твій (англ. Immortally Yours) — американський фільм про вампірів 2009 року.

## Сюжет
У пошуках секрету вічного життя високопоставлені члени таємного товариства вирішують вибрати об'єктом своїх досліджень вампірів, що влаштувалися в невеликому містечку в штаті Огайо. Перепробувавши всі можливі способи, від клонування до трансформації пам'яті, учені йдуть на відчайдушний крок: користуючись вразливістю ватажка клану вовкулаків Алекса, закоханого в звичайну дівчину Естель, вони пропонують йому можливість стати людиною в обмін на укус безсмертя.

## У ролях
| Актор           | Роль                    |
| --------------- | ----------------------- |
| Деніел Годдар   | Алекс Стоун             |
| Ерік Етебарі    | Віктор Прайс            |
| Мартін Коув     | Стівен Майлс            |
| Костас Менділор | Рекс                    |
| Маттіас Г'юз    | Маршалл Поуп            |
| Гері Деніелс    | Себастьян               |
| Філ Фондакаро   | Майкл Бейтс             |
| Кеті Річ        | Еліс Гаммонд            |
| Вінс Джоліветт  | Піт Блейк               |
| Нік Джеймісон   | доктор Джордж Гендерсон |
| Том Гедрік      | Ларрі майстр            |
| Девід Кастро    | Рікардо Ортега          |
| Ендрю Бауен     | Джон Еванс              |